# Chambre d'hôtel (film)
Chambre d'hôtel (Camera d'albergo) est un film italien réalisé par Mario Monicelli, sorti en 1981.

## Fiche technique
- Titre original : Camera d'albergo
- Réalisation : Mario Monicelli
- Scénario : Age-Scarpelli et Mario Monicelli
- Photographie : Tonino Delli Colli
- Musique : Detto Mariano
- Montage : Ruggero Mastroianni
- Cascades : Ottaviano Dell'Acqua
- Pays d'origine :  Italie
- Format : 35 mm - couleur - son stéréo
- Genre : Comédie satirique
- Durée : 105  minutes (1 h 45)
- Date de sortie : France : 24 juin 1981

## Distribution
- Vittorio Gassman : Achille Mengaroni
- Monica Vitti : Flaminia
- Enrico Montesano : Fausto Talponi
- Roger Pierre : Tonino Accrocca
- Béatrice Bruno : Emma
- Ida Di Benedetto : Laura
- Néstor Garay : Cesare Di Blasi
- Gianni Agus :  lui-même
- Franco Ferrini: Gianni
- Daniele Formica : Aldo
- Jacques Ciron : Vittorio
- Nando Paone : Guido Bollati
- Paul Muller : Hans
- Isa Danieli : Maria
- Fiammetta Baralla : Tassista
- Tommaso Bianco : Sergio